# Roeboides dientonito
Roeboides dientonito es una especie de peces de la familia Characidae en el orden de los Characiformes.

## Morfología
Los machos pueden llegar alcanzar los 6,8 cm de longitud total.

## Hábitat
Vive en zonas de clima tropical.

## Distribución geográfica
Se encuentran en Sudamérica: lago Maracaibo,  cuenca del río Orinoco y ríos del noroeste de la Guayana.